# Tierra Adelia

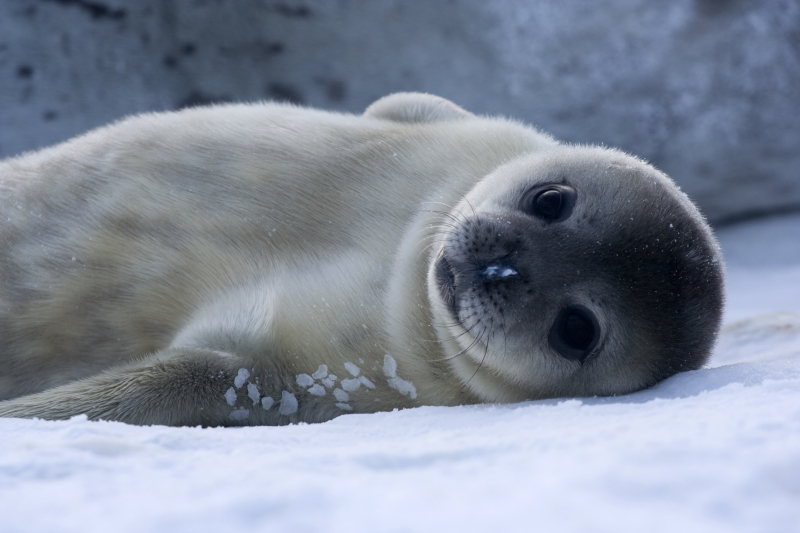
Foca de Weddell.

La Tierra Adelia (en francés Terre Adélie) es un sector estrecho de la Antártida Oriental delimitado por los meridianos 136° E (cerca de la punta Pourquoi Pas) y 142° E (cerca de la punta Alden), cubriendo una superficie de unos 432 000 km². Su costa corresponde aproximadamente al paralelo 67° S. Corresponde a la reclamación territorial de Francia en la Antártida, reivindicación que se encuentra restringida por los términos del Tratado Antártico de 1959. Este territorio es incluido por Francia como uno de los cinco distritos de las Tierras Australes y Antárticas Francesas (en francés Terres australes et antarctiques françaises) y en razón de eso está asociado a la Unión Europea.
Esta reclamación francesa forma una cuña con el Territorio Antártico Australiano a ambos lados, dividiéndolo en dos sectores. Australia y Francia están de acuerdo en que la Tierra Adelia se extiende entre los límites del sector reclamado por Francia, pero otros países la denominan costa Adelia y la consideran parte de la Tierra de Wilkes, asignándole límites ligeramente desplazados hacia el este, entre la punta Pourquoi Pas (66°12′S 136°11′E / -66.200, 136.183), límite con la costa Clarie (o costa Wilkes), y la punta Alden (66°48′S 142°02′E / -66.800, 142.033) en la entrada oeste de la bahía de la Commonwealth, límite con la Tierra de Jorge V (o costa de Jorge V).
En ella se emplazan las bases científicas francesas Dumont d'Urville y Commandant Charcot.

## Geografía
El territorio abarca un sector estrecho de la Antártida Oriental, limita por el norte con el mar d'Urville, que es el nombre que Francia le da a la parte del océano Antártico entre los meridianos 136° y 142° Este, los cuales delimitan el sector hasta juntarse en el Polo Sur geográfico. Es un territorio cubierto por una gruesa capa de hielo. La costa tiene unos 350 km de longitud, desarrollándose en la dirección general este-oeste, siempre muy cercana al círculo polar antártico.
El espesor promedio del hielo en forma de inlandsis que cubre el continente antártico es de 2500 m, siendo el máximo espesor registrado de 4776 m en la Tierra Adelia, más exactamente en la zona llamada cuenca Astrolabio (69°54′S 135°12′E / -69.900, 135.200), lo que equivale a casi 5 km de hielo sobre algunos lugares de la estructura rocosa de la Antártida. Así en la cuenca Astrolabio de la Tierra Adelia se ubica el mayor espesor de la actual criósfera del planeta Tierra.
El polo sur magnético, cuya posición varía con el campo magnético terrestre, se encuentra cerca de la costa de Tierra Adelia.
En la costa de Tierra Adelia se encuentra, en la isla de los Petreles del archipiélago Pointe Géologie, la base científica Dumont d'Urville con una dotación de una treintena de personas, cantidad que se duplica en verano.

## Clima
El clima es polar, caracterizado por sus bajas temperaturas y vientos violentos, frecuentemente cargados de partículas de hielo, los «blizzards»: hacia el sur el clima es extremadamente hostil, frío y escaso en precipitaciones, llamado desierto polar.
A partir de marzo, el mar se cubre de una capa de hielo de uno a dos metros de espesor, la banquisa, que cubre una extensión inmensa, impidiendo la navegación. El regreso del verano conlleva la fragmentación de la banquisa, que se transforma en bloques de hielo a la deriva.

## Historia

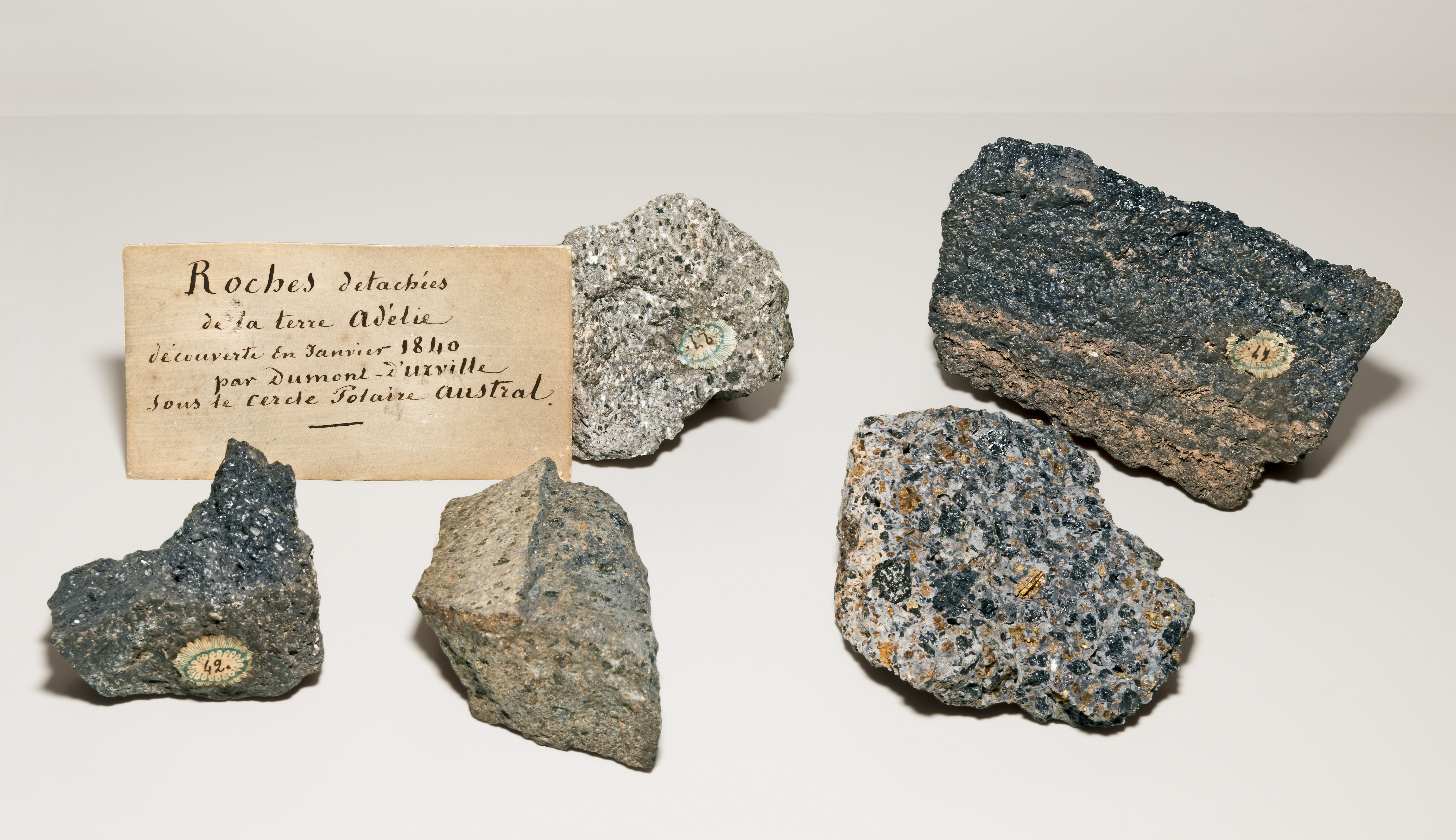
Las rocas recolectadas por la expedición en 1840 - MHNT

Al mando de los barcos L'Astrolabe y La Zélée el comandante de la Expedición Antártica Francesa, Jules Dumont D'Urville, descubrió esta región el 20 de enero de 1840 y le dio el nombre de su esposa Adèle. Al día siguiente, en un islote elevado de la costa, tomó posesión en nombre de Francia de las terres Adélie et Clarie. La Tierra de Clarie, al oeste de la Tierra Adelia, resultó ser una masa de hielo que luego se desprendió y formó un iceberg. Posteriormente las expediciones francesas de Jean-Baptiste Charcot (1903-1905 y 1908-1910) se dirigieron a otros sectores de la Antártida.
Francia reafirmó formalmente su soberanía sobre la Tierra Adelia mediante 3 decretos de 1924. Un decreto del ministro de Colonias Edouard Daladier del 27 de marzo de 1924 reguló los derechos mineros, de caza y de pesca en el archipiélago Crozet y en la Tierra Adelia o Wilkes. El 2 de abril de 1924 otro decreto colocó estas áreas bajo la supervisión de la división naval del océano Índico. El 21 de noviembre de 1924 fue creado un distrito (district austral) dependiente de la provincia de Tamatave, bajo la jurisdicción del gobernador general de Madagascar y Dependencias, incluyendo a la Tierra Adelia y los archipiélagos australes. El 24 de octubre de 1933 el Gobierno francés, mediante una nota, propuso al Gobierno británico límites para la Tierra Adelia entre los meridianos 136° E y 147° E, pero este los rechazó el 13 de abril de 1934 proponiendo los meridianos 136° 30' E y 142° E. Luego de nuevos intercambios de notas, los límites del territorio fueron fijados por un decreto del presidente francés del 1 de abril de 1938.

(...) las islas y territorios situados al sur del paralelo de 60° de latitud sur y entre los meridianos de 136° y 142° de longitud este de Greenwich, caen bajo la soberanía francesa.

Después de la Segunda Guerra Mundial, durante la cual el valor estratégico de la Antártida se hizo evidente, varios países, entre ellos Francia enviaron expediciones para crear bases en este continente para mejorar la seguridad de sus reivindicaciones territoriales.
Las expediciones polares francesas organizadas por Paul-Emile Victor) en 1947, realizaron tres invernadas sucesivas y dos campañas de verano entre 1948 y 1953 en el Ártico y la Antártida. El barco polar Commandant Charcot salió de Brest el 26 de noviembre de 1948 al mando del capitán Max Douguet, pero el 22 de febrero de 1949 quedó atrapado en los hielos y esta primera misión antártica fue abortada. El 20 de septiembre de 1949 el barco inició una segunda misión antártica y el 20 de enero de 1950 los franceses volvieron a pisar la Tierra Adelia luego de 110 años. Fue construida una primera estación, Port Martin, en donde quedaron 11 expedicionarios, pero a raíz de un incendio en la noche del 23 al 24 de enero de 1952 fue transferida más tarde más al oeste, sobre la isla de los Petreles del archipiélago de punta Geología. La nueva estación, bautizada en 1956 base Antártica Dumont d'Urville, está todavía en funciones e incluye una treintena de personas, personal que duplica durante el verano.
El 6 de agosto de 1955 fue promulgada la ley que creó el territorio de ultramar de las Tierras Australes y Antárticas Francesas, incluyendo a la Tierra Adelia y abrogando la jurisdicción del gobernador general de Madagascar. Para su gobierno con autonomía administrativa y financiera fue designado un administrador superior (administrateur supérieur des Terres australes et antarctiques françaises) con el rango de prefecto. Su sede estuvo en París hasta 2000, cuando pasó a Saint-Pierre en la Reunión. El administrador es asistido por un consejo consultivo de 13 miembros. 
Entre el 1 de julio de 1957 y el 31 de diciembre de 1958 Francia participa del Año Geofísico Internacional con las bases Dumont d'Urville y Charcot. El 1 de diciembre de 1959 Francia firmó el Tratado Antártico, que entró en vigencia el 23 de junio de 1961. Se realizan numerosos estudios científicos en la Tierra Adelia, franceses o en el marco de colaboraciones internacionales (con Rusia y los Estados Unidos en particular).
La base Dumont d'Urville está conectada por vehículos con orugas con la nueva base Concordia establecida en la meseta continental, cerca del sector de la Tierra Adelia, y creada en colaboración con Italia para estudios astronómicos (la implantación de telescopios y radiotelescopios), geofísicos y climatológicos (en particular, la de la magnetosfera, estudio de la alta atmósfera, el recalentamiento climático, y la capa de ozono), o la física fundamental (captación de partículas de alta energía).